# Lias (tijdschrift)
Lias (dossier, map) is een tweejaarlijks dubbelblind peer-reviewed wetenschappelijk tijdschrift dat betrekking heeft op de geschiedenis van geleerden, onderwijs en wetenschap in de breedste zin. De ondertitel is Journal of Early Modern Intellectual Culture and its Sources.

## Geschiedenis
Lias werd in 1974 opgericht door een groep Nederlandse en Belgische geleerden, die het de ondertitel Sources and Documents relating to the Early Modern History of Ideas gaven. Het doel was een platform te verschaffen voor de uitgave en bestudering van primaire bronnen van relatief geringe omvang, die betrekking hadden op de culturele en intellectuele geschiedenis van Vroeg Modern Europa. Lias werd tot 2010 uitgegeven door Academic Publishers Associated. Het tijdschrift verscheen tweemaal per jaar, maar enkele malen verschenen dubbelnummers. Artikelen uit oude afleveringen van het tijdschrift zijn gratis te downloaden. Het merendeel van de artikelen in de eerste 36 jaargangen waren gericht op teksten die afkomstig zijn uit of te maken hebben met de Lage Landen. Lias werd in 2010 overgenomen door een nieuwe uitgever, Peeters Academic Publishing te Leuven. Lias komt voor op de 'initial list' van geschiedenistijdschriften van de European Reference Index of the Humanities van de European Science Foundation.

## Reikwijdte
Lias publiceert artikelen die betrekking hebben op de periode vanaf het vroege Humanisme (de veertiende eeuw) tot de late Verlichting (de vroege negentiende eeuw). Het tijdschrift drukt bronteksten af in de taal waarin die bronnen zijn gesteld. Wel dienen inleiding en voetnoten in het Engels gesteld te zijn, hoewel de redactie soms ook Franse artikelen accepteert als het gaat om Franse bronteksten. De redactie neemt ook artikelen op die gebaseerd zijn op veronachtzaamde en zeldzame gedrukte bronnen.

## Uitgevers
De huidige managing editors zijn D. van Miert (editor in chief), J. Papy, R. Serjeantson, en S. Vanden Broecke.